# Бургбернхајм
Бургбернхајм (њем. Burgbernheim) град је у њемачкој савезној држави Баварска. Једно је од 38 општинских средишта округа Нојштат ан дер Ајш-Бад Виндсхајм. Према процјени из 2010. у граду је живјело 2.962 становника. Посједује регионалну шифру (AGS) 9575115.

## Географски и демографски подаци
Бургбернхајм се налази у савезној држави Баварска у округу Нојштат ан дер Ајш-Бад Виндсхајм. Град се налази на надморској висини од 330-385 метара. Површина општине износи 42,3 km². У самом граду је, према процјени из 2010. године, живјело 2.962 становника. Просјечна густина становништва износи 70 становника/km².